# Ода Еїтіро
Ода Еїтіро (яп. 尾田 栄一郎, кириліз.: Ода Еїтіро:, нар. 1 січня 1975) — японський художник манґи та творець серіалу One Piece (1997–тепер). З більш ніж 516,5 мільйонами копій танкобон, One Piece є одночасно найбільш продаваною манґою в історії та найбільш продаваною серією коміксів, надрукованою багаторазово, що, у свою чергу, робить Оду одним із авторів бестселерів художньої літератури. Популярність серіалу призвела до того, що Оду назвали одним із манґак, які змінили історію манґи.

## Раннє життя
Еїтіро Ода народився 1 січня 1975 року в префектурі Кумамото, Японія. Він сказав, що вирішив стати карикатуристом у віці чотирьох років, щоб уникнути необхідності шукати «справжню роботу». Найбільше на нього вплинув Акіра Торіяма та його серіал Dragon Ball. Він згадує, що його інтерес до піратів, можливо, викликав популярний мультсеріал «Вікінг Вікінг».

## Кар'єра
У віці 17 років Ода відправив свою роботу в «Розшук!» І отримав кілька нагород, у тому числі омріяне друге місце нагороди Тезука. Це привело його до роботи в Weekly Shōnen Jump, де він спочатку працював помічником художника манґи/асистентом у Suizan Police Gang Шинобу Кайтані, а потім перейшов до Масаї Токухіро в «„Королі джунглів“ Тар-чан» і «Mizu no Tomodachi Kappaman». Це несподівано вплинуло на його художній стиль. У віці 19 років він почав працювати асистентом Нобухіро Вацукі в Rurouni Kenshin, перш ніж виграти нагороду Hop Step Award для новачків у манзі. Вацукі зазначив, що Ода допоміг створити персонажа Хонджо Каматарі, який з'являється в Rurouni Kenshin.
За цей час Ода намалював дві ваншот-історії на піратську тематику під назвою «Sentiment First light», які були розповсюджені в Akamaru Jump і Weekly Shōnen Jump наприкінці 1996 року. «Sentiment First light» включав Манкі Д. Луффі як головного героя який пізніше став героєм One Piece.
У 1997 році One Piece почав виходити в серіал Weekly Shonen Jump і став не тільки однією з найпопулярніших манґ в Японії, але й найбільш продаваною серією манґи всіх часів. Станом на лютий 2005 року було продано 100 мільйонів примірників Танкобон. Станом на лютий 2011 року було продано більше 200 мільйонів примірників. Станом на грудень 2014 року світовий тираж становив 320 866 000 примірників. Станом на жовтень 2017 року світовий тираж становив 430 мільйон проданих копій; 440 мільйонів проданих копій станом на травень 2018 року; 450 мільйонів проданих копій станом на березень 2019 року.
Більше того, окремі томи One Piece побили рекорди в Японії. У 2009 році 56-й том отримав найбільший тираж серед будь-якої манґи, 2,85 мільйона копій. 3-мільйонний наклад 57-го тому в 2010 році був найбільшим для будь-якої книжки в Японії, не лише манґи. Рекорд, який було побито кілька разів за рахунок наступних обсягів і зараз утримується 4,05 мільйонами, які почали друкувати в 2012 році. У 2013 році манга виграла 41-шу премію Японської асоціації карикатуристів, разом з «Некодараке Ніцца».
У опитуванні 2008 року, проведеному рекламною компанією Oricon, Ода був обраний п'ятим за популярністю фахівцем манґи в Японії. Він розділив це місце з Йошіхіро Тоґаші, творцем YuYu Hakusho та Hunter × Hunter. У дослідженні 2010 року про манґаку, який змінив історію манґи, Ода посів четверте місце.
Для десятої анімаційної театральної версії One Piece Strong World Ода створив історію фільму, намалював понад 120 сторінок ескізів і наполягав на тому, щоб головну пісню написав Mr Children. Крім того, була створена спеціальна глава манґи, включена в том 0, який є у вільному доступі для кіноманів і містить його малюнки до фільму. Після особливого успіху цього фільму Ода також розробив персонажів та виступив виконавчим продюсером у наступних фільмах Z (2012), Gold (2016), Stampede (2019) і Red (2022).
У 2007 році Ода та Акіра Торіяма створили гібридний фільм під назвою «Cross Age», який містить персонажів із Dragon Ball Торіями та One Piece Оди. У 2013 році кожен з них окреслив персонажа Гейста для відео-диверсії Gaist Crusher.

## Особисте життя
Ода вважає багатьох художників манґи друзями та суперниками. Серед них помічники на чолі з Нобухіро Вацукі; Хіроюкі Такей та Мікіо Іто. Через багато років вони все ще залишаються хорошими друзями. Інший художник манґи — Масаші Кішімото. Ілюстрація обкладинки до розділу 766 One Piece була опублікована разом із двома останніми розділами Кішімото Наруто в 50-му випуску Weekly Shonen Jump у 2014 році, і Ода включив приховане повідомлення та іншу мистецьку шану. Сам Кішімото віддає шану у фіналі Наруто, коли персонаж Боруто Узумакі малює Веселого Роджера у Солом'яному капелюсі на горі. Після випуску One Piece Chapter 1000 кілька конкурентів Оди в коментарі автора Shonen Jump привітали Оду з досягненням цієї віхи.
За словами самого Оди та його редакторів манґи, він пристрасний робітник, перфекціоніст і відпочиває, так би мовити, три години на день під час звичайного робочого тижня.
У 2013 році його госпіталізували з приводу перитонзиллярного фурункула, а потім через два тижні виписали з клініки. Через рік йому зробили тонзилектомію, щоб повністю виправити його стан.
У 2018 році Ода подарував префектурі Кумамото 800 мільйонів єн (8 мільйонів доларів США) після того, як у 2016 році вона зазнала згубного сейсмічного поштовху, який вплинув на її знаменитий замок Кумамото. Подарунок Оди в розмірі 800 мільйонів єн був рекламований у двох окремих фондах: один на 500 мільйонів єн під титулом Луффі та миттєвий подарунок у розмірі 300 мільйонів єн. Еїтіро Ода вже давно підтримує постраждалі від землетрусу райони, пишучи повідомлення з підтримкою, створюючи твори мистецтва для місцевої продукції та беручи участь ONE PIECE Kumamoto Restoration Extend.

## Нагороди
Еїтіро Ода отримав багато нагород і титулів. Перелік його нагород:
- Друга половина 1992: друге місце Премія Tezuka для Wanted!
- 1993: Нагорода Hop☆Step для Іккі Яко[37]
- 2000: фіналіст Культурної премії Тедзуки Осаму за One Piece[38]
- 2001: фіналіст Культурної премії Тедзуки Осаму за One Piece[38]
- 2002: фіналіст Культурної премії Тедзуки Осаму за One Piece[38]
- 2005: Премія Зондерманна в категорії «Міжнародна манґа» за One Piece
- 2006: Японський фестиваль медіа-мистецтва. 100 добірок манґи для One Piece[39]
- 2008: Премія Сондерманна в категорії «Міжнародна манґа» за 44 том One Piece[40]
- 2009: Премія Зондерманна в категорії «Міжнародна манґа» за 48 том One Piece
- 2012: Отримав головний приз на 41-й премії Асоціації карикатуристів Японії за One Piece
- 2015: Книга рекордів Гіннеса за «найбільшою кількістю опублікованих копій однієї серії коміксів одним автором» з 320 866 000 примірниками, надрукованими по всьому світу до грудня 2014 року.[17]
- 2018: Почесна премія префектури Кумамото[41]
- 2019: автор, який найчастіше шукають на Yahoo! Japan Search Awards[42]
- 2019: включено до списку Newsweek Japan «100 шанованих у всьому світі японців».[43]
- 2022: Спеціальна нагорода за життєві досягнення на Napoli Comicon 2022 в Італії.[44]
- 2022: Книга рекордів Гіннеса за «найбільшою кількістю опублікованих копій однієї серії коміксів одним автором» з 516 566 000 примірників, надрукованих у всьому світі до липня 2022 року.[7]

## Роботи

### Манґа
- Wanted! (1992)
- God's Present for the Future (яп. 神から未来のプレゼント, Kami Kara Mirai no Purezento, 1993)
- Ikki Yakō (яп. 一鬼夜行, 1993)
- Монстри (1994)
- Romance Dawn (перша версія, 1996)
- Romance Dawn (друга версія, 1996)
- One Piece (1997–тепер)
- Wanted! Eiichiro Oda Short Stories (яп. WANTED! 尾田栄一郎短編集, Oda Eiichirō Tanpenshū, collection of previous short stories, 1998)
  - Розшук! (1992)
  - Боже сьогодення для майбутнього
  - Іккі Яко
  - Монстри
  - Романтичний світанок (друга версія)
- Cross Epoch (2007) — кросовер між Dragon Ball і One Piece з Акірою Торіямою
- Taste of the Devil Fruit (яп. 実食! 悪魔の実!!, Jisshoku! Akuma no Mi!!, 2011) — кросовер між Toriko та One Piece з Міцутоші Шімабукуро

### Артбуки
- One Piece Color Walk 1
- One Piece Color Walk 2
- One Piece Color Walk 3 Lion
- One Piece Color Walk 4 Eagle
- One Piece Color Walk 5 Shark
- One Piece Color Walk 6 Gorilla
- One Piece Color Walk 7 Tyrannosaurus
- One Piece Color Walk 8 Wolf
- One Piece Color Walk 9 Tiger

### Фільми
- One Piece Film: Strong World (2009) — дизайн костюмів, дизайн істот, історія та виконавчий продюсер
- One Piece Film: Z (2012) — дизайн персонажів, костюмів і виконавчий продюсер
- One Piece Film: Gold (2016) — дизайн персонажів (дизайн костюмів Солом'яних капелюхів, дизайн персонажів Карини, Тесоро, Дайс і Баккара) та виконавчий продюсер
- One Piece: Stampede (2019) — дизайн персонажів, дизайн костюмів, креативний керівник і виконавчий продюсер
- One Piece Film: Red (2022) — виконавчий продюсер, дизайн персонажів і рецензент сценарію

### Інші
- Створив лінію предметів розкоші, відому як «Колекція Сплячої Русалки», у співпраці з французьким виробником предметів розкоші ST Dupont. Хоча проект не пов'язаний з One Piece, дорога запальничка зі знімального майданчика зрештою з'явилася двічі в One Piece Film Z і навіть у самій манзі.[45]
- Намалював ілюстрацію для творця манґи «Чібі Маруко-чан» Момоко Сакури після її смерті. На ілюстрації показано, як Луффі готує барбекю з Маруко-чан із супровідним повідомленням про те, що обидва автори добре ладнали як у професійному, так і в особистому житті, і що він молиться за Сакуру[46].
- Співпрацювавши з модним брендом, Gucci створив Lookbook, де Манкі Д. Луффі та Ророноа Зоро позують в серіях зображень, на яких вони рекламують останню лінію Gucci.[47]
- Намалював оригінальну ілюстрацію для президента та всіх шанувальників One Piece у Франції[48].
- Намалював оригінальну ілюстрацію до виду спорту «Карате» для Офіційної програми Олімпійських ігор у Токіо 2020, у якій описано визначальні риси, історію, правила, найкращих спортсменів, місце проведення, розклад і рекорди основних турнірів для кожного з 33 представлених видів спорту[49].
- Один із виконавчих продюсерів серіалу One Piece, замовленого Netflix і Tomorrow Studios[50].
- Створив нового персонажа та монстрів для рольової відеогри One Piece Odyssey 2022 року[51].